# Commiphora wightii
Commiphora wightii är en tvåhjärtbladig växtart som först beskrevs av George Arnott Walker Arnott, och fick sitt nu gällande namn av Bhandari. Commiphora wightii ingår i släktet Commiphora och familjen Burseraceae. Inga underarter finns listade i Catalogue of Life.